# Bad Lieutenant
Bad Lieutenant (Teniente corrupto en España, Corrupción judicial en México y Un maldito policía en Uruguay y Argentina) es una película dramática estadounidense de 1992 dirigida por Abel Ferrara y protagonizada por Harvey Keitel. El guion está coescrito por la actriz y modelo Zoë Tamerlis Lund, quien también tiene un pequeño papel en la película.
La cinta comparte el nombre con Teniente corrupto, la película dirigida por Werner Herzog en 2009, que sin embargo no es un remake de la obra de Ferrara.

## Sinopsis
El film analiza la corrupción policial de un detective de policía (Harvey Keitel) con múltiples deudas de juego y adicción a las drogas, quien abusa continuamente de su autoridad como Teniente. Finalmente el Teniente reexamina su vida y su profesión mientras investiga un caso de violación de una joven monja.

## Reparto
- Harvey Keitel - The Lieutenant/Lieutenant (en inglés: Teniente)
- Victor Argo - Poli Beat
- Zoë Lund - Zoe
- Vincent Laresca - J.C.
- Frankie Thorn - La monja
- Fernando Véléz - Julio
- Joseph Micheal Cruz - Paulo
- Paul Hipp - Jesus
- Frank Adonis - Large